# Волоф (держава)
Волоф (1549—1890) — держава на Заході Африки, що утворилася внаслідок занепаду імперії Волоф. Була підкорена Францією.

## Історія
У 1549 році внаслідок поразки у війні з підвладною державою Кайор імперія Волоф розпалася. Під владою панівної династії Ндіає залишилися внутрішні райони, своєрідний домен зі столицею. В наступні роки велися запеклі війни з Кайор, що претендувала на гегемонію в регіоні.
З 1580-х років починаються вторгнення берберських племен, викликаних завершенням боротьби в Марокко, де до влади прийшла династія Саадитів. Бербери, що не підкорялися, останній починають набіги на Волоф. Водночас її правителі дотримувалися мирних стосунків з імперією Сонгай. Втім у 1590 року не надали допомогу тій, коли марокканське військо рухалося уздовж атлантичного узбережжя.
У 1670 році суфу і марабути спричинили повстання серед населення держави Волоф, пообіцявши селянам, що не потрібно буде працювати, щоб вирощувати просо. В результаті буурба волофа Біраяма Мба було повалено. Втім марабути і суфії не змогли виконати обіцяного, внаслідок чого населення повстало вже проти них. Представник правлячої династії — Бакар Пенда — зміг відновити владу свого роду.
У 1686 році внаслідок ослаблення Кайору буурба волоф Бакар Пенда спробував підкорити цю державу, відновивши імперію. Проте ворог Кайора — держава Баол — несподівано виступило проти Волоф, завдавши його військам поразки.
З 1875 року починаються військові дії з імаматом Фута Торо, що відбувалися з перемінним успіхом. Проте в результаті держава Волоф ще більше ослабнула. 1890 року вона визнала зверхність Франції. Фактично правитель Волоф уже не мав влади. 1900 року державу Волоф офіційно ліквідовано й приєднано до Французької Західної Африки.

## Устрій
На чолі стояв володар, що носив титул буурба волоф, який зберігався з часів імперії Волоф. Влада на відміну відч асу імперії у нього була ширша. Його тепер обирало вузьке коло родичів.

## Буурба волоф
- Аль-Бурі Пенда (1549—1566)
- Лат-Самба (1566—1597)
- Гіреун Бурі Дієлен (1597—1605)
- Бірайма Пенда (1605—1649)
- Бірайма Мба (1649—1670)
- Бакар Пенда (1670—1711)
- Бакан-Там Ган (1711—1721)
- Аль-Бурі Діахер (1721—1740)
- Біраямб (1740—1748)
- Бірава Кеме (1748—1750)
- Лат-Коде (1750—1755)
- Бакаа-Там Бурі-Ніабу (1755—1763)
- Мба Компасс (1763—1800)
- Мба Бурі-Ніабу (1800—1818)
- Біраямб Кумба-Гей (1818—1838)
- Аль-Бурі Там (1838—1845)
- Бака Коду (1845—1847)
- Біраямб Арам (1847—1849)
- Бірайма-Пенда (1849)
- Мбаньї-Паате (1849)
- Лат-Кодду (1849)
- Біраймб Ма-Діїген (1850—1855)
- Аль-Бурі Пея (1855—1856)
- Бакан-Там Яаго (1856—1858)
- Таанор (1858—1863)
- Бакан-Там Хаарі (1863—1871)
- Амаду Секу Талл (1871—1875)
- Аль-Бурі Ндіає (1875—1890)

## Економіка
снову становили землеробство і скотарство. До занепаду імперії Сонгай значний зиск державна скарбниця мала від посередницької торгівлі.